# آلبرت فلچر (بازیکن فوتبال، زاده ۱۸۶۷)
آلبرت فلچر (به انگلیسی: Albert Fletcher) زادهٔ ۴ ژوئن ۱۸۶۷ بازیکن فوتبال اهل انگلستان که سابقهٔ بازی در تیم ملی فوتبال انگلستان را در کارنامهٔ خود دارد. وی در تاریخ ۲۳ فوریه ۱۸۸۹ نخستین بازی ملی خود را در مقابل تیم ملی فوتبال ولز انجام داد و با حضور در ۲ بازی ملی، در تاریخ ۱۵ مارس ۱۸۹۰ واپسین بازی ملی‌اش را در برابر تیم ملی فوتبال ولز برگزار کرد.